# Collegiata di Santa Maria a Mare
La collegiata di Santa Maria a Mare è il principale edificio religioso di Maiori.

## Storia dell'edificio
Realizzata nel XIII secolo, ampliando la preesistente chiesa dedicata a San Michele Arcangelo, è situata su un'altura posta al centro dell'abitato e prende il suo nome dalla statua che secondo la tradizione sarebbe stata trovata nel 1204 sulla spiaggia.
Eretta il 10 marzo 1506 a insigne collegiata da papa Giulio II, l'edificio ha subito numerosi rifacimenti fra cui quello del 1836 ad opera dell'architetto Pietro Valente. L'edificio internamente si presenta suddiviso in tre navate, di cui quella centrale con un soffitto a cassettoni commissionato dalle famiglie Mezzacapo, Lanario e De Ponte, che copre la volta della navata centrale è stato eseguito nel 1529 dal pittore napoletano Alessandro de Fulco. La chiesa è dotata di una sagrestia, edificata nel 1866 e di una cripta che conserva le spoglie di San Clemente e in cui vi è allestito il museo d'arte sacra "Don Clemente Confalone".
La chiesa è stata elevata a santuario mariano il 13 agosto 1973 con decreto arcivescovile.
Gli esterni, in stile settecentesco, presentano un campanile, risalente al XIV secolo, ed una cupola emisferica, ultimata nel 1863, rivestita da maioliche vietresi.